# Mott
| Оценки критиков          | Оценки критиков |
| Источник                 | Оценка          |
| ------------------------ | --------------- |
| AllMusic                 | [ 4 ]           |
| Christgau's Record Guide | A−              |
| Pitchfork                | 7.4/10          |
| PopMatters               | Положительно    |

Mott — шестой студийный альбом британской рок-группы Mott the Hoople, выпущенный 3 июля 1973 года.

## Об альбоме
Последний альбом с участием Мика Ральфса. Вскоре, когда вышел альбом, он покинул группу после разногласий с Иэном Хантером.
Альбом попал в список 500 величайших альбомов всех времён по версии журнала Rolling Stone на 366 место в 2003 году, и на 370 место в переиздании 2012 года.

## Список композиций
| №                   | Название                   | Автор(ы)                 | Длительность |
| ------------------- | -------------------------- | ------------------------ | ------------ |
| 1.                  | «All the Way from Memphis» | Иэн Хантер               | 4:55         |
| 2.                  | «Whizz Kid»                | Иэн Хантер               | 3:05         |
| 3.                  | «Hymn for the Dudes»       | Верден Аллен, Иэн Хантер | 5:15         |
| 4.                  | «Honaloochie Boogie»       | Иэн Хантер               | 2:35         |
| 5.                  | «Violence»                 | Иэн Хантер, Мик Ральфс   | 4:37         |
| Общая длительность: | Общая длительность:        | Общая длительность:      | 20:27        |

| №                   | Название                                              | Автор(ы)                                                                 | Длительность |
| ------------------- | ----------------------------------------------------- | ------------------------------------------------------------------------ | ------------ |
| 1.                  | «Drivin' Sister»                                      | Иэн Хантер, Мик Ральфс                                                   | 4:42         |
| 2.                  | «Ballad of Mott the Hoople (26th March 1972, Zürich)» | Иэн Хантер, Дейл "Баффин" Гриффин, Питер Уоттс, Мик Ральфс, Верден Аллен | 5:40         |
| 3.                  | «I’m a Cadillac / El Camino Dolo Roso»                | Мик Ральфс                                                               | 7:40         |
| 4.                  | «I Wish I Was Your Mother»                            | Иэн Хантер                                                               | 4:41         |
| Общая длительность: | Общая длительность:                                   | Общая длительность:                                                      | 22:43        |

## Чарты
Альбом
| Год  | Чарты             | Позиция |
| ---- | ----------------- | ------- |
| 1973 | Albums Chart      | 7       |
| 1973 | Kent Music Report | 57      |
| 1973 | Billboard 200     | 35      |

Синглы с альбома
| Год  | Сингл                      | Чарты           | Позиция |
| ---- | -------------------------- | --------------- | ------- |
| 1973 | «Honaloochie Boogie»       | Official Charts | 12      |
| 1973 | «All the Way from Memphis» | Official Charts | 10      |

## Участники записи

### Mott the Hoople
- Иэн Хантер — ведущий вокал (все треки, кроме 8), фортепиано (все треки, кроме 5), акустическая гитара (трек 3, 7, 9), ритм-гитара (трек 6), эхо вампер (трек 7, 9), аранжировки;
- Мик Ральфс — соло-гитара (все треки, кроме 9), бэк-вокал (трек 1, 2, 4), орган (трек 3, 5, 7, 8), Муготрон (трек 2), мандолины (трек 9), тамбурин (трек 1), акустическая гитара (трек 8), ведущий вокал (трек 8);
- Пит "Оверенд" Уоттс — бас-гитара (все треки), бэк-вокал (трек 4), фузз-бас (трек 8);
- Дейл "Баффин" Гриффин — ударные (все треки), бэк-вокал (трек 1, 3, 4, 6).

### Дополнительные участники
- Пол Бакмастер — электрическая виолончель в «Honaloochie Boogie»;
- Мик Хинс — колокола в «I Wish I Was Your Mother»;
- Энди Маккей — тенор-саксофон в «All The Way from Memphis» и «Honaloochie Boogie»;
- Грэхэм Прескетт —  скрипка в «Violence»;
- Thunderthighs (Карен Фридман, Дари Лалу, Кейси Синг) — бэк-вокал в «Hymn for the Dudes».